# Ruhrtalweg
Der Ruhrtalweg ist ein 42 km langer Wanderweg im Vereinsgebiet des Sauerländischen Gebirgsvereins und einer der beiden Bezirkswanderwege des SGV-Bezirks Mittleres Sauerland.

## Verlauf des Wanderwegs
Der Bezirkswanderweg beginnt in Meschede-Wennemen, geht über Freienohl an der Burg Wildshausen vorbei. Weiter über Oeventrop und Rumbeck zum Bahnhof Arnsberg. Danach am Haus Obereimer vorbei nach Hüsten und von dort nach Neheim, von dort gemeinsam mit dem Ruhrtalradweg bis zum Haus Füchten. Ab hier folgt der Weg dem Bezirksrundweg Mittleres Sauerland bis zum Zielpunkt Echthausen.